# ساغار ثابا
ساغار ثابا (بالنيبالية: सागर थापा) هو لاعب كرة قدم نيبالي في مركزي قلب الدفاع والدفاع، ولد في 19 يناير 1984 في Machhegaun ‏ في نيبال. شارك مع منتخب نيبال لكرة القدم. أما مع النوادي، فقد لعب مع نادي ثري ستار.

## وصلات خارجية
- ساغار ثابا على موقع قاعدة بيانات كرة القدم.إي يو (الإنجليزية)
- ساغار ثابا على موقع ناشيونال فوتبول تيمز (الإنجليزية)